# قسم بسطام الريفي (مقاطعة تشايبارة)
قسم بسطام الريفي (بالفارسية: دهستان بسطام) هي منطقة ريفية تقع في أذربيجان الغربية في إيران. يقدر عدد سكانها بـ 5,785 نسمة .